# 9986 Hirokun
9986 Hirokun è un asteroide della fascia principale. Scoperto nel 1996, presenta un'orbita caratterizzata da un semiasse maggiore pari a 2,5724190 UA e da un'eccentricità di 0,0552758, inclinata di 14,01488° rispetto all'eclittica.